# Mariposas negras
Mariposas negras es una obra de teatro  de Jaime Salom, estrenada en 1994.

## Argumento
La obra trata sobre la tensión y conflictos resultantes de sus cuatro únicos personajes: José, un homosexual aficionado a la cría de mariposas; Bernardo, un problemático chapero al que recoge; Marina, la tía del primero que le cuida y trata con auténtica devoción, y Dora, una mujer con la que tuvo sus escarceos y ahora se lía con el jovencísimo chapero.

## Estreno
- Teatro Maravillas, Madrid, 9 de noviembre de 1994.
  - Dirección: Manuel Canseco.
  - Escenografía: Andrea D'Odorico y Javier Rosellò.
  - Intérpretes: Manuel Gallardo, Charo Soriano, Silvia Tortosa, Micky Molina.